# Otylia Jędrzejczak
Otylia Jędrzejczak (n. 13 decembrie 1983, Ruda Śląska, Polonia) este o înotătoare poloneză, medaliată olimpică. A participat la 4 ediții ale Jocurilor Olimpice (2000, 2004, 2008, 2012) în care a câștigat o medalie de aur și două medalii de argint.